# Industrial Strength
Industrial Strength is een Amerikaans hardcore- en technolabel van Lenny Dee gestationeerd in New York. 

## Geschiedenis
Industrial Strength werd in 1991 opgericht om New York als hardcore-technostad op de kaart te zetten.
Vanaf 1993 werd er zoveel muziek uitgebracht dat dit te veel werd voor één label. Daarom werden Basterd Loud (voor de hardere muziekstijlen) en IST (voor meer technogerelateerde muziek) als sublabels opgericht. Later werd ook in 1994 Ruff Beats opgericht voor de meer op Europa gerichte hardcore.
In 1996 werden er nog drie sublabels toegevoegd aan Industrial Strength Records: House Without a Home, Industrial Strength Limited en LD Records.
Daarna werd het langzaam stil rond Industrial Strength: in 1997 was de hardcore-scene flink gekrompen. 
In 1998 werd er nog één plaat uitgebracht, waarna het tot 2001 stil bleef en er een aantal herdrukken verschenen van succesvolle vinylplaten uit het verleden.
Voor de drum-and-bassuitgaven werd in 1998 Machete opgericht en in 2000 volgden nog de Europese variant van Industrial Strength: Industrial Strength Europe en High Density.
In 2002 trok de scene weer een beetje aan en Industrial Strength bracht weer enkele platen uit, om daarna als vanouds weer minimaal vijf vinylplaten per jaar uit te brengen.
In 2004 ging Lenny Dee samen met DJ Promo werken en ze richtten samen Industrial Movement op.

## Artiesten
- Mescalinum United in 1991 en onder The Mover in 1992
- Delta 9
- English Muffin (Samenwerking van Lenny Dee en Ralphie Dee)
- Lenny Dee
- Disintegrator (Samenwerking van Oliver Chesler en John Selway)
- Nasenbluten tot 1997
- Disciples Of Annihilation tot 1997
- F.U.H.D.
- Laura Grabb in 1993 en in 1995 op IST
- Rob Gee
- Temper Tantrum (Samenwerking van Oliver Chesler, Alex Chesler en Rob Ryan)
- Skinhead (Samenwerking van Lenny Dee, Oliver Chesler, Alexander Chesler en Sal Mineo van D.O.A.)
- Stormtrooper
- Tieum
- Unexist
- Tymon
- Nasenbluten
- Terrorfakt
- Moshpit
- DJ Akira
- Satronica

Ook hebben namen als Koenig Cylinders, Buzz Fuzz,  Dark Raver, Daft Punk en Manu le Malin onder sublabels muziek uitgebracht.